# Тегеранская фондовая биржа

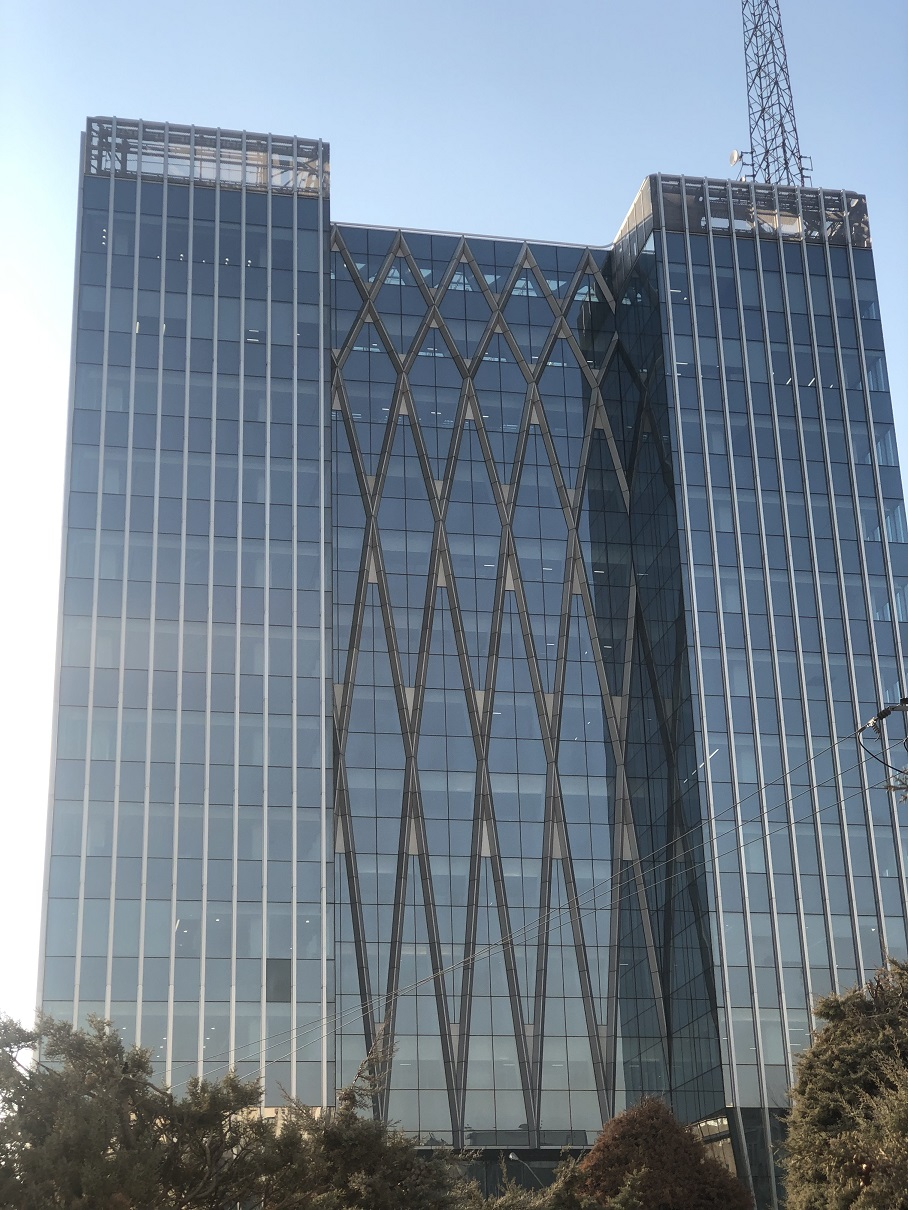
Тегеранская фондовая биржа

Тегеранская фондовая биржа — единственная фондовая биржа Ирана. Расположена в Тегеране.
Идея создания торговой площадки в Иране была предложена ещё в 1936 году, однако из-за Второй мировой войны и последующих политических и экономических осложнений биржа была сформирована только в 1968 году. Сокращение доли частного сектора в результате Исламской революции 1979 года привело к почти полной её остановке. Торги вновь активизировались только с 1989 года — с началом массовой реприватизации. Является государственным некоммерческим объединением.
- Объём торгов: $7,866 млрд (2005 год).
- Капитализация: $36,440 млрд (2005 год).
- Листинг: 420 компаний (2006 год).
- Основной индекс: TEPIX[нем.] — представляет собой средневзвешенную цену акций всех компаний на бирже.

Доклад Международной федерации фондовых бирж (The World Federation of Exchanges) за 2008 год, называет иранское достижение «лидирующим рекордом». Среди 58 биржевых индексов только индекс Тегеранской фондовой биржи (TEPIX) смог удержаться от падения, заняв первое место с изменением 0,0 %, следующий за ним индекс Фондовой биржи Сантьяго показал падение 19,6 %. За следующие полтора года 15 индексов смогли восстановить свои позиции и продемонстрировать рост, а TEPIX занял второе место.
За 2008 год только капитализация Тегеранской фондовой биржи показала рост в 11 %, заняв первое место в мире по этому показателю, второе и третье место заняли биржи Аммана (Иордания) и Колумбии с показателями 12,9 % и 14,0 % соответственно.
В июле 2010 года индекс TEDPIX достиг рекордного роста в 65 % (с марта по сентябрь 2010 года) и достиг своего исторического максимума. Благодаря чему он стал вторым лучшим в мире по эффективности с рыночной капитализацией Тегеранской фондовой биржи 81 млрд долл. США в то время, как другие индексы из-за глобального мирового кризиса не смогли продемонстрировать заметного роста.

## История создания
Первоначально на бирже торговали только государственными облигациями. В 1970-х годах спрос на капитал увеличил спрос на акции, и это, наряду с институциональными изменениями, такими как передача акций государственных компаний и крупных частных фирм работникам и частному сектору, привело к росту рыночной активности фондовых бирж.
Структурная перестройка экономики после Исламской революции 1979 года привела к росту государственного контроля над сектором экономики и сократила потребность в частном капитале. Восьмилетняя ирано-иракская война (1980—1988) парализовала фондовый рынок и биржа вновь начала свою работу к концу 1989 года, когда частный сектор был активизирован посредством приватизации государственных предприятий и когда происходило содействие развитию частного сектора экономической деятельности.
С тех пор ТФБ постоянно развивается, и выросла из скромного перечня 56 компаний в 1989 до 422 в 2006 году. Кроме того, в период между 2001 и 2004 годами, возврат инвестиций ТФБ значительно возрос и в 2003 году составил 131,4 %, что является наибольшей отдачей, зарегистрированной в этом году среди членов Всемирной федерации бирж.
Ещё одним событием, которое повлияло на ТФБ является исполнение 44-й статьи Конституции Исламской Республики Иран, по которой правительство обязуется осуществлять руководство и надзор над хозяйственными субъектами, а не непосредственное управление и владение.

## Нормативная база
В связи с развитием рынка капитала и необходимости нового регулирования, в 2005 года парламент Ирана принял новый Закон о ценных бумагах. Закон, который является более полным, чем предыдущий, был принят для защиты прав инвесторов и направлен на организацию и развитие справедливого, эффективного и прозрачного рынка ценных бумаг. Закон предусматривает необходимость регулирования первичного рынка, предотвращение финансовых нарушений, разработку различных финансовых инструментов и финансовых институтов.
После принятия Закона, в правовой структуре Иранского рынка ценных бумаг произошли некоторые изменения. В соответствии с Законом была создана организация по ценным бумагам и биржам, для руководства вопросами законодательства. Иными словами, регулятор рынка ценных бумаг состоит из двух институтов регулирования: Верховного совета по ценным бумагам и Биржам и Организации по ценным бумагам и Биржам.
Высшим органом является совет по ценным бумагам и биржам, и он несет ответственность за политику, рыночную стратегию и надзор за рынком. Председателем Совета является Министр экономики и финансов, остальными членами: Министр торговли, управляющий центральным банком Ирана, президент торгово-промышленной палаты, генеральный прокурор, председатель организации по ценным бумагам и биржам, представитель ассоциации брокеров, три финансовых эксперта, которые предлагаются министром экономики и финансов, и утверждаются Советом министров, и по одному представителю от каждой товарной биржи.
Организация по ценным бумагам и биржам выполняет также административные и контролирующие функции: управляется советом директоров.

## Организационная структура
Регулятор рынка ценных бумаг состоит из двух институтов регулирования: Верховного совета по ценным бумагам и Биржам и Организации по ценным бумагам и Биржам. Высшим органом является Верховный совет по ценным бумагам и биржам, он несет ответственность за политику, рыночную стратегию и надзор за рынком. Председателем Совета является Министр экономики и финансов, остальными членами:
- министр торговли,
- управляющий центральным банком Ирана,
- президент торгово-промышленной палаты,
- генеральный прокурор,
- председатель организации по ценным бумагам и биржам,
- представитель ассоциации брокеров,
- три финансовых эксперта, которые предлагаются министром экономики и финансов, и утверждаются Советом министров,
- по одному представителю от каждой товарной биржи.

Организация по ценным бумагам и биржам выполняет административные и контролирующие функции: управляется советом директоров.

## Сегментация рынка
В соответствии с новыми правилами листинга, ратифицированными организацией по ценным бумагам и биржам в 2007 году, рынок классифицируется следующим образом:
- Основной рынок (основной и вторичный совет)
- Вторичный рынок
- Корпоративные облигации

Это способствует улучшению контроля и принятию дисциплинарных мер в случае нарушения критериев листинга. В соответствии с новейшими стандартами листинга, в перечень включаются различные виды ценных бумаг, предусматривается добровольное исключение, а также полное и своевременное раскрытие информации. В таблице приведены минимальные требования к листингу на различных рынках.

## Продукты
Торговыми продуктами ТФБ являются:
- Акции

Вторичный листинг является наиболее популярным продуктов в ТФБ. Они позволяют инвесторам использовать капитал на пользу компании, и дает доход в виде дивидендов.
- Облигации

Облигации соответствуют нормам шариата и имеют фиксированные доход по ним.
- Паевые фонды

На данный момент существует 13 паевых фондов, управляемых брокерскими фирмами, которые вкладывают средства в ТФБ в соответствии с постановлением инвестиционных фондов. Паевые инвестиционные фонды — новый продукт, разрешение на их деятельностью выдается организацией по ценным бумагам и биржам.
- Финансовые инструменты, соответствующие шариату

Утвержденные исламские финансовые инструменты предполагают, что эмитенты активизируют свою деятельность на бирже путём выпуска и торговли этими документами.
- Отдельные товары биржи и фонды[1]
- Валютные торги С 1998 года импортерам и экспортерам было разрешено торговать валютными сертификатами. На основе торгов формируется плавающий курс иранского риала. В 2002 году «официальный курс» был отменен, и биржевой курс стал основой для нового единого валютного режима[4]. 19 июля СМИ сообщили о запуске торгов парой иранский риал / российский рубль. Позиция на торгах открыта в рамках подписанных ранее между Тегераном и Москвой соглашений о развитии межбанковского и валютного сотрудничества[5][6].

## Индексы
С 1990 года начал использоваться индекс цен акций в качестве основного показателя движения цен. Индекс является взвешенной рыночной стоимостью всех курсов акций, которые появляются в котировках ТФБ. Также существует индекс совокупного дохода на основном и вторичном рынках, которые вычисляются для каждой отдельной сферы.
Индекс совокупного дохода TEPIX (TEhran Price IndeX) — показатель общей прибыли является суммой цен и реинвестированных дивидендов.

## Члены ТФБ
Члены ТФБ, включая брокеров и дилеров, утверждаются организацией по ценным бумагам и биржам. В настоящее время разрешение выдано 87 брокерским фирмам, которые работают с 430 филиалами по всей стране.

## Членство в международных организациях
ТФБ была принята во всемирную федерацию бирж в 1992 году и впоследствии приняла участие в ежегодных совещаниях и учебных программах в целях обмена информацией, мнениями и опытом с остальными участниками. Кроме того, с начала создания евроазиатской федерации бирж, ТФБ, как одна из основателей принимала активное участие в комитетах и рабочих группах. Вторая и одиннадцатая ежегодные заседания евроазиатской федерации были проведены в Исфахане и Ширазе, Иран.
Существуют следующие привилегии членства ТФБ в мировой и евроазиатской федерациях:
- Взаимоотношения с международными и региональными фондовыми биржами с целью обмена информацией, знаниями, технологиями и опытом.
- Участие в профессиональных встречах и семинарах
- Использование преимуществ стандартизированных правил, регулирующих рынок капитала.

Кроме того, ТФБ заключила соглашение о сотрудничестве с биржами Малайзии, Индонезии, Кипра, Кореи и планирует расширение сотрудничества с другими биржами.

## Исторический максимум фондового рынка был побит.
Индекс фондового рынка в первые минуты сегодняшних торгов вырос более чем на 16 000 пунктов, побив свой исторический максимум и достигнув уровня 2 559 000 пунктов. (Суббота, 14 декабря 2024 года)